# Гептасеребродикальций
Гептасеребродикальций — бинарное неорганическое соединение, интерметаллид серебра и кальция с формулой Ca2Ag7, кристаллы.

## Получение
- Сплавление стехиометрических количеств чистых веществ:

{\displaystyle {\mathsf {7Ag+2Ca\ {\xrightarrow {731^{o}C}}\ Ag_{7}Ca_{2}}}}

## Физические свойства
Гептасеребродикальций образует кристаллы гексагональной сингонии, пространственная группа P 6322, параметры ячейки a = 0,550 нм, c = 1,410 нм, Z = 2
.
Сообщается также о структуре ромбической сингонии, пространственная группа C mcm, параметры ячейки a = 0,9478 нм, b = 0,5525 нм, c = 1,4079 нм, Z = 4
.
Соединение конгруэнтно плавится при температуре 731 °C (722 °C).